# Leutasch
Leutasch este o comună în districtul Innsbruck landul Tirol (Austria).

## Date geografice
Localitatea se află în valea alpină Gaistal la ca. 16 km de muntele Hohe Munde. La nord vest se întind munții Wetterstein și granița cu Germania. Printre munții mai importanți din regiune se pot aminti Hochwanner, Dreitorspitze și Arnspitzgruppe.
1. ↑  Dauersiedlungsraum der Gemeinden Politischen Bezirke und Bundesländer - Gebietsstand 1.1.2018 (în germană), Statistica Austriei, accesat în 10 martie 2019